# Sovata
Sovata (deutsch Sovata, ungarisch Szováta) ist ein Kurort und eine Stadt im Kreis Mureș in der Region Siebenbürgen in Rumänien.

## Lage
Sovata liegt im Osten des Siebenbürgischen Beckens, am Westrand des Gurghiu-Gebirges. Am Rand der Stadt mündet das Flüsschen Sovata in die Târnava Mică (Kleine Kokel). Die Kreishauptstadt Târgu Mureș befindet sich etwa 60 km westlich.

## Geschichte
Vor Jahrmillionen dehnten sich am Westrand der Ostkarpaten die Lagunen eines Meeres aus, in denen sich Salz ablagerte. Sovata wurde 1581 erstmals urkundlich erwähnt; damals wurden 16 Familien und eine Szekler-Adelsfamilie Szovát genannt.
Bereits 1596 ist die heilende Wirkung des salzhaltigen Wassers beschrieben. Auch im 18. Jahrhundert nutzten die Bewohner das salzhaltige Wasser zu Heilzwecken. In der zweiten Hälfte des 19. Jahrhunderts bildete sich durch den Einsturz einer Doline ein etwa 5 ha großer See, der Lacu Ursu (etwa „Bärensee“). Dieser ist bekannt durch das Phänomen der Heliothermie, wobei das Salz im besonderen Ausmaß die Sonnenwärme speichert. Der Lacul Ursu und einige andere kleine Seen zogen Reisende an; im Jahr 1882 wurden 200 Urlauber registriert. 1884 erhielt Sovata den Status eines Kurortes. Behandelt werden seitdem gynäkologische, motorische und endokrine Erkrankungen. 1901 eröffnete die Einrichtung Felső-Szováta (Sovata de Sus), die heute das Zentrum des Kurbetriebs bildet. 1905 erhielt der Ort einen Bahnanschluss. Während des Ersten Weltkrieges wurde ein Teil der Kureinrichtungen zerstört. 1918/20 kam Sovata, das bis dahin zum Königreich Ungarn, zum Fürstentum Siebenbürgen und zu Österreich-Ungarn gehört hatte, zu Rumänien. Ab 1921 erlebte der Fremdenverkehr einen neuen Aufschwung. 1922 erhielt Sovata Anschluss an das Stromnetz. Der Kurbetrieb lief in dieser Phase saisonweise vom 1. Juni bis zum 30. September. Zu den Gästen jener Zeit zählten auch Mitglieder der rumänischen Königsfamilie. 1932 wurden vier Hotels und 110 Gästehäuser registriert. Von 1940 bis 1944 gehörte der Ort infolge des Zweiten Wiener Schiedsspruchs vorübergehend wieder zu Ungarn. 1952 wurde Sovata zur Stadt erhoben. Seit 1954 läuft der Kurbetrieb ganzjährig. 1970 wurden vier weitere große Hotels errichtet. Bis heute ist die Stadt ganz wesentlich vom Tourismus geprägt.
2004 wurde die heutige Nachbargemeinde Sărățeni aus Sovata ausgegliedert.

## Bevölkerung
Bei der Volkszählung 1850 waren von 1268 Einwohnern auf dem Gebiet der heutigen Stadt 1050 Ungarn und 199 Rumänen. Bis heute hat sich am Verhältnis dieser Nationalitäten nichts geändert; 2002 wurden in der Stadt 9987 Einwohner registriert, darunter 8921 Ungarn, 820 Rumänen und 202 Roma.

## Verkehr
Sovata liegt an der Bahnstrecke von Blaj nach Praid. Diese wird momentan (2009) vom privaten Betreiber Regiotrans bedient. In beide Richtungen verkehren etwa sechs Nahverkehrszüge täglich. Es bestehen regelmäßige Busverbindungen nach Sighișoara, Reghin und Târgu Mureș.

## Sehenswürdigkeiten
- Kureinrichtungen
- salzhaltige Seen
- Holzarchitektur der Szekler

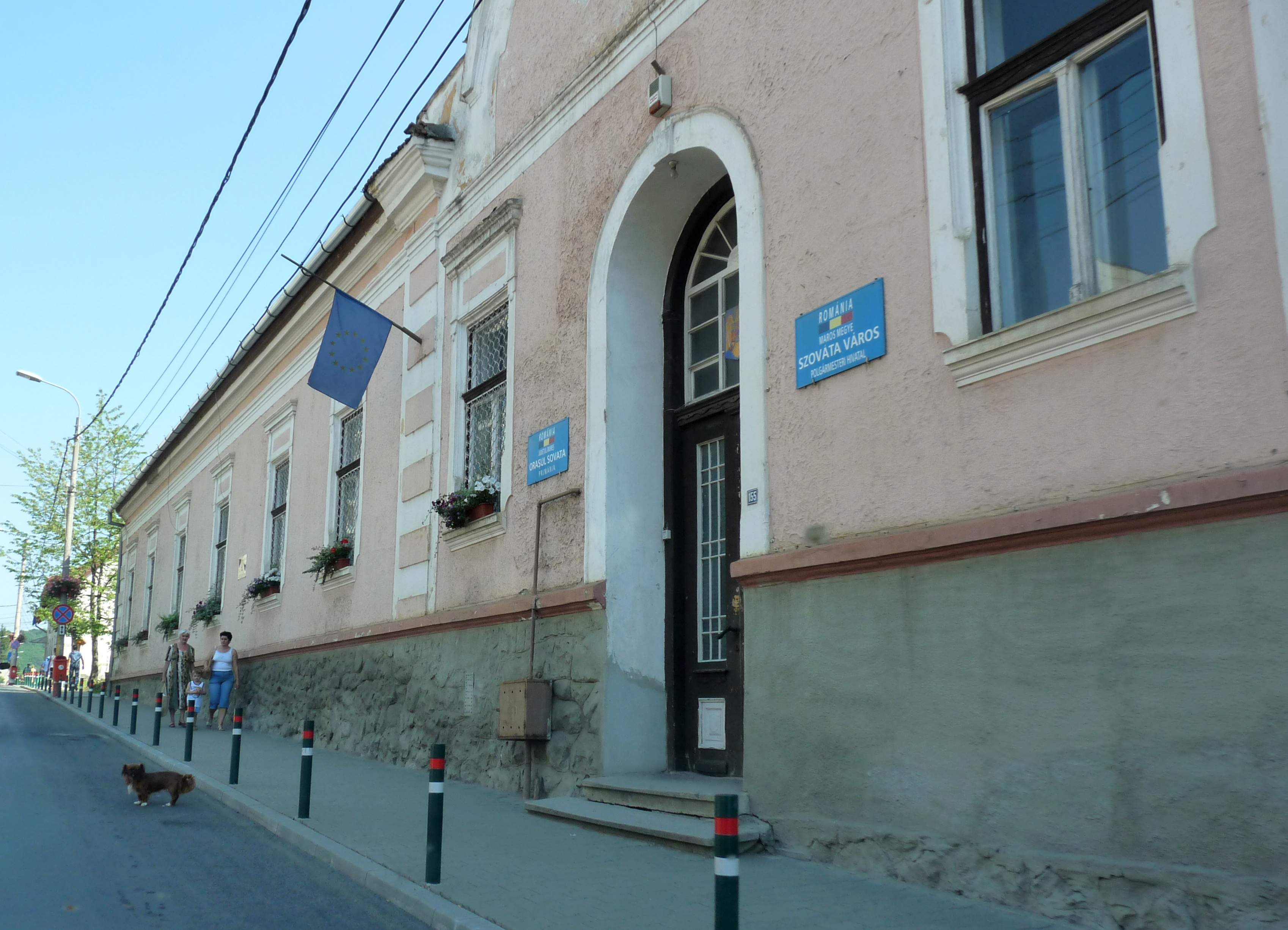
Bürgermeisteramt
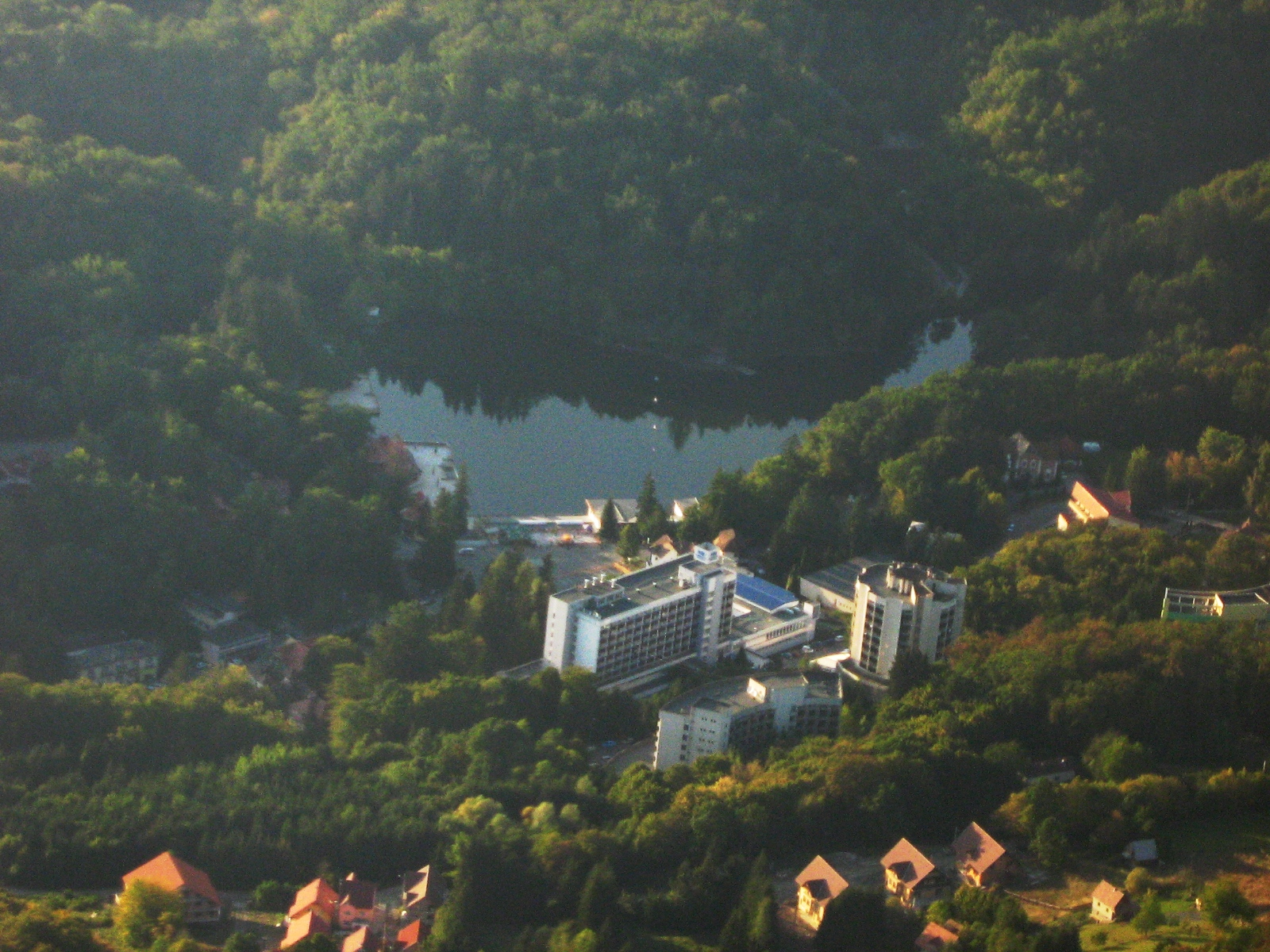
Bärensee
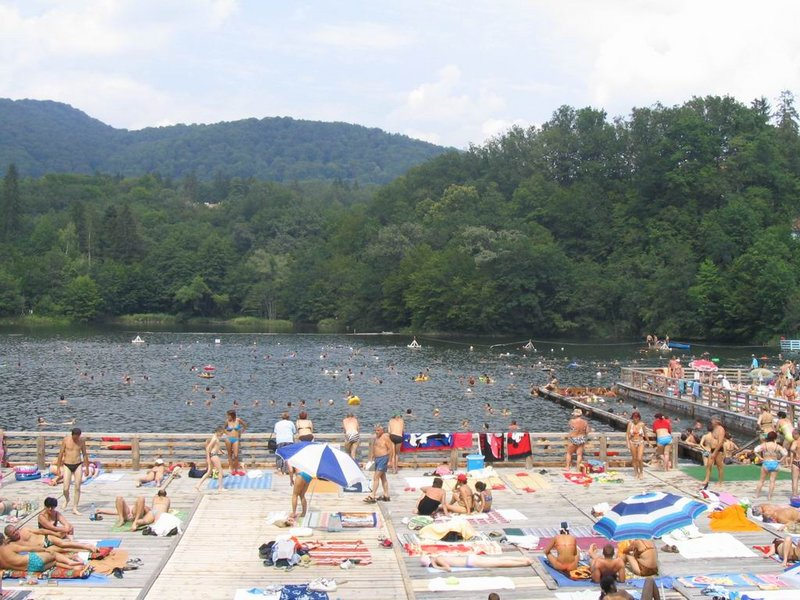
Bad in Sovata
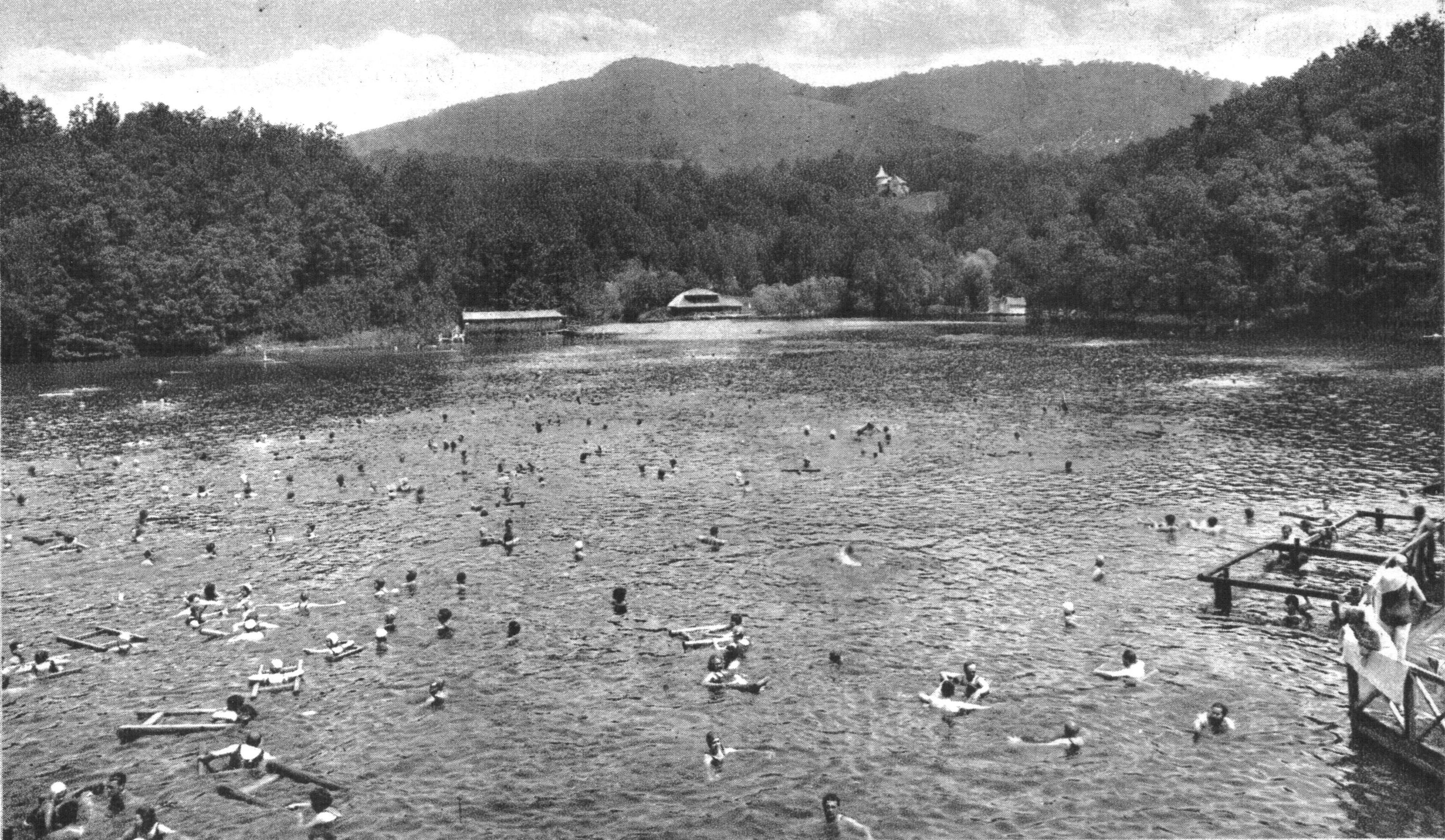
Bad in Sovata
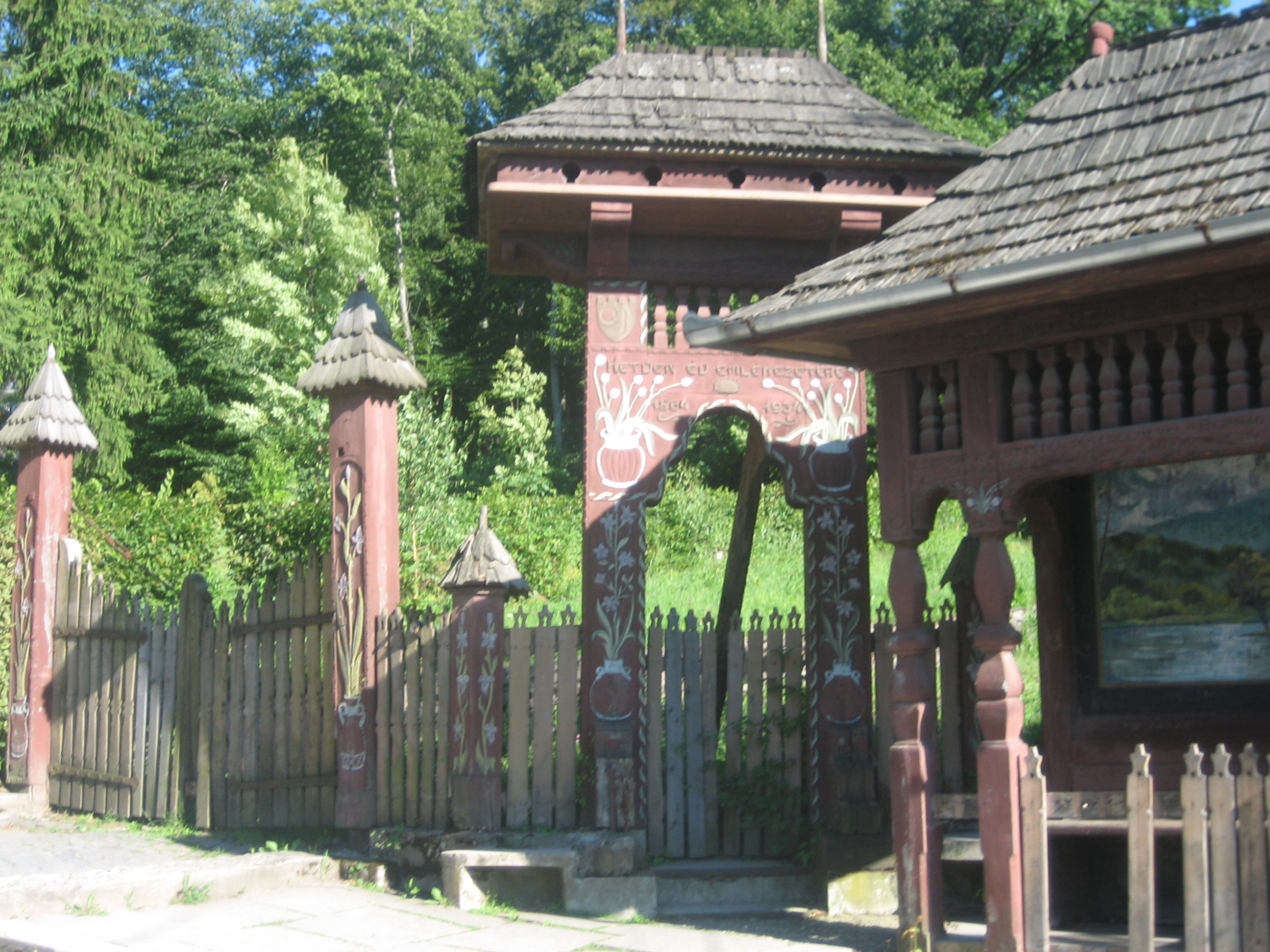
Holztor in Sovata